# Lina Alemayehu Selo
Lina Alemayehu Selo  est une nageuse éthiopienne, née le 8 octobre 2000, spécialiste dans les courses de sprint libre.
Elle est multiple détentrice de ⁣⁣records⁣⁣, nationaux et championne.

## Biographie
Selo  est une nageuse éthiopienne, elle a fait ses débuts aux Jeux Olympiques de Paris 2024, où elle a participé aux qualifications du 50 mètres nage libre.
En mars 2024, lors des 13ᵉ Jeux africains qui se sont tenus à Accra, au Ghana, Lina Alemayehu a marqué les esprits en battant le record national dans l'épreuve du 50 mètres nage libre. Elle a enregistré un temps remarquable de 31,87 secondes.
Lors de la cérémonie d'ouverture des Jeux olympiques d'été de 2024 à Paris, elle a porté le drapeau de son pays aux côtés de l'athlète Misgan Vakum.